# Eugenia talbotii
Eugenia talbotii là một loài thực vật có hoa trong Họ Đào kim nương. Loài này được Keay mô tả khoa học đầu tiên năm 1953.